# Mäeküla (Saaremaa)
Mäeküla is een plaats in de Estlandse gemeente Saaremaa, provincie Saaremaa. De plaats heeft de status van dorp (Estisch: küla) en telt 42 inwoners (2021).
Tot in oktober 2017 lag de plaats in de gemeente Orissaare. In die maand ging Orissaare op in de fusiegemeente Saaremaa.

## Geschiedenis
Mäeküla werd voor het eerst genoemd in 1938 onder de naam Mäe als nederzetting op het voormalige landgoed van Maasi.
Tussen 1977 en 1997 hoorde Mäeküla bij het buurdorp Maasi. In 1997 werd het weer een zelfstandig dorp.